# Maison Ganamet
La maison Ganamet est une maison historique située dans le quartier France de Grand-Bassam, en Côte d'Ivoire, construite en 1920.

## Historique
La maison est construite en 1920 par un ressortissant de la Côte-de-l'Or (aujourd’hui au Ghana). Elle est plus tard acquise par M. Ganamet, un grand commerçant libano-syrien qui y apporte plusieurs modifications,.
Le 3 juillet 2012, le quartier France de Grand-Bassam, dans lequel est située la maison, est classé au patrimoine mondial de l'UNESCO. La maison Ganamet y est inscrite comme « patrimoine exceptionnel ».

## Architecture
L’architecture de la maison est différente de celle des édifices réalisés à la même époque, et le plan des étages suit un agencement typique des logements du Moyen-Orient, marque des transformations du second propriétaire : chaque étage comporte un hall central traversant et des pièces situées symétriquement de part et d’autre,.
Conformément aux usages de l’époque, le rez-de-chaussée de la maison était occupé par des boutiques et des entrepôts, tandis que les halls des deux étages de logements étaient accessibles par un escalier sur la façade arrière. Une cour de service derrière la maison comprenant différentes pièces, cuisines, points d’eau et réserves,.
L’aspect extérieur de la maison est néo-classique, avec un décor de colonnes et pilastres ioniques en plâtre. Le premier étage dispose d’un balcon filant sur toute la longueur avec un garde-corps ajouré en ciment armé. La maison a la particularité d’être couverte par un toit mansardé, un cas rare à Grand-Bassam,.
La maison est aujourd’hui en ruines.

## Localisation
La maison est située dans la périphérie Est de la zone commerciale, sur le boulevard du gouverneur Bertin. Elle fait face à la maison Varlet.